# Pannonia (Schiff)
Die RMS Pannonia war ein 1903 in Dienst gestellter Transatlantik-Passagierdampfer der britischen Reederei Cunard Line, der im Passagier- und Frachtverkehr von Großbritannien nach New York und ins Mittelmeer eingesetzt wurde. 1922 wurde die Pannonia in Hamburg abgewrackt.

## Das Schiff
Der Kiel des 9.851 BRT großen Dampfschiffs RMS Pannonia wurde am 22. Oktober 1901 auf der Werft John Brown & Company im schottischen Clydebank gelegt. Die Pannonia wurde ursprünglich für die von Christopher und Thomas Furness gegründete Reederei Furness, Withy & Co. gebaut. Sie wurde jedoch noch während des Baus von Cunard aufgekauft. Das 148,28 Meter lange und 18,07 Meter breite Schiff hatte eine Seitenhöhe von 10,97 Metern. Die Pannonia war mit vier Masten, einem Schornstein und einem Doppelpropeller ausgestattet. Ihre Dreifach-Expansionsdampfmaschinen leisteten 811 nominale Pferdestärken (nhp) und garantierten eine Geschwindigkeit von 14,93 Knoten. Sie wurde nach Pannonien, einer Provinz des Römischen Reichs, benannt. An Bord war Platz für 90 Passagiere der Ersten, 70 der Zweiten und 2066 Passagiere der Dritten Klasse.

## Dienstzeit
Die RMS Pannonia lief am 5. September 1902 vom Stapel und lief am 28. Mai 1903 in Triest zu ihrer Jungfernfahrt über Fiume und Palermo nach New York aus. Bis zum 16. Juli 1914 blieb sie auf der Route Triest–Fiume–Patras–Messina–Palermo–Neapel–New York. Am 3. Oktober 1914 wurde sie an die Anchor Line verchartert, deren Firmenkapital 1911 von Cunard erworben worden war. Von nun an vollendete sie vier Überfahrten von Glasgow über Queenstown nach New York. Von Januar 1911 bis Januar 1912 war Arthur Rostron ihr Kapitän, der später als Kapitän der Carpathia die Überlebenden der Titanic rettete.
Am 14. November 1913 nahm die Pannonia unter dem Kommando von Kapitän Robert Capper etwa 600 Seemeilen östlich von Bermuda die Passagiere und Mannschaftsmitglieder der Balmes, einem etwa 3.000 BRT großen Passagierschiff der spanischen Reederei Pinillos Izquierdo y Compañía, an Bord, das am Vortag in Flammen aufgegangen war. Die Balmes war am 26. Oktober unter dem Kommando von Kapitän Juan Ruiz in Galveston ausgelaufen, hatte New Orleans am 31. Oktober und Havanna 6. November angelaufen und hatte neben Passagieren eine Fracht von Baumwolle, Zucker und Rum an Bord. Der Leitende Offizier Harry McConkey setzte mit dem Schiffsarzt Doherty und dem Zahlmeister Williams in einem Rettungsboot zur Balmes über, wo er aufgrund des dicken Qualms das Bewusstsein verlor. Am 19. November 1913 traf die Pannonia mit den Schiffbrüchigen in New York ein. Unter den 103 Passagieren waren 16 Frauen und 14 Kinder.
Am 12. März 1915 lief die Pannonia zu ihrer ersten Überfahrt von Saint-Nazaire nach New York und am 26. Dezember 1916 zur ersten Fahrt von London nach New York aus. Am 19. August 1917 fand die elfte und letzte Fahrt von London nach New York statt, wonach sie ab dem 8. Oktober 1918 wieder von Liverpool aus nach New York in See stach. Am 2. April 1918 fuhr sie letztmals von Liverpool nach New York und am 29. März 1919 zum letzten Mal von London nach New York.
Ab dem 18. Mai 1919 wurde die Pannonia auf der Mittelmeerroute eingesetzt, als sie erstmals in Piräus nach Marseille und New York aufbrach. Ab dem 17. September 1921 verkehrte sie wieder auf der Route Triest–Patras–Messina–Neapel–Palermo–Valencia–New York. Danach kehrte die Pannonia noch mal auf die Route Liverpool–New York zurück, bis sie am 18. April 1922 zu ihrer letzten Fahrt von New York über Plymouth und Cherbourg nach Hamburg fuhr. In Hamburg wurde das Schiff schließlich abgewrackt.